# 波拉·内格里
波拉·内格里（英語：Pola Negri，/ˈpoʊlə ˈnɛɡri/；1897年1月3日—1987年8月1日），本名阿波洛尼娅·哈武皮耶茨（波蘭語：Apolonia Chałupiec，[apɔˈlɔɲa xaˈwupɛt͡s]）是一位波兰舞台和电影演员，无声电影时代和古典好莱坞电影时代世界知名演员，曾与喜剧演员查理·卓别林传出恋情。